# 木津根町
木津根町（きづねちょう）は、愛知県名古屋市北区にある地名。丁番を持たない単独町名である。住居表示未実施。

## 地理
名古屋市北区中央部に位置する。東は龍ノ口町・憧旛町・垣戸町、西から南は猿投町、北は堀川に残る下飯田町字狐向を挟んで辻本通に接する。

## 歴史

### 町名の由来
『名北小学校誌』によると、当地は「きつね」と通称されていたといい、関連した地名として黒川の対岸に字狐向が存在していた。黒川の前身である御用水は通行禁止であったために、キツネが住み着いていたのであろうとしている。

### 沿革
- 1932年（昭和7年）9月1日 - 東区下飯田町字下流・五幡田・下垣戸・東猿投の各一部により東区木津根町として成立[1]。
- 1944年（昭和19年）2月11日 - 北区成立に伴い同区木津根町となる。

## 世帯数と人口
2019年（平成31年）1月1日現在の世帯数と人口は以下の通りである。
| 町丁     | 世帯数  | 人口  |
| -------- | ------- | ----- |
| 木津根町 | 164世帯 | 329人 |

## 学区
市立小・中学校に通う場合、学校等は以下の通りとなる。また、公立高等学校に通う場合の学区は以下の通りとなる。
| 番・番地等 | 小学校               | 中学校               | 高等学校 |
| ---------- | -------------------- | -------------------- | -------- |
| 全域       | 名古屋市立名北小学校 | 名古屋市立若葉中学校 | 尾張学区 |

## その他

### 日本郵便
- 郵便番号 : 462-0851[3]（集配局：名古屋北郵便局[10]）。